# Ave Regina Caelorum

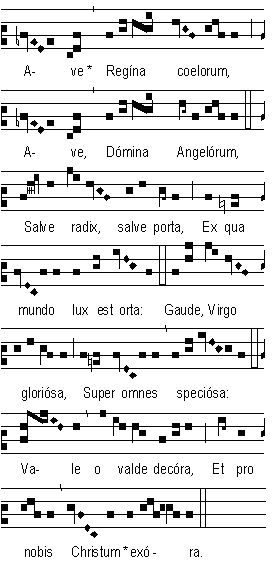
Zapis neumatyczny chorału

Ave Regina Caelorum (łac. Witaj, Niebios Królowo) − starożytna antyfona maryjna odmawiana w czasie Liturgii Godzin w Kościele rzymskokatolickim.
Przed reformą liturgii po Soborze Watykańskim II antyfona ta była odmawiana na zakończenie komplety od 2 lutego (święto Oczyszczenia Naświętszej Maryi Panny) do Wielkiego Czwartku. Obecnie jest odmawiana na zakończenie komplety w ciągu całego roku poza okresem wielkanocnym, zazwyczaj w drugim tygodniu psałterza, choć można ją odmawiać również w inne dni.

## Tekst i tłumaczenie
Tekst łaciński:

Ave, Regina caelorum,

Ave, Domina Angelorum:

Salve, radix, salve, porta

Ex qua mundo lux est orta.

Gaude, Virgo gloriosa,

Super omnes speciosa,

Vale, o valde decora,

Et pro nobis Christum exora.
Tłumaczenie polskie:

Witaj, Niebios Królowo,

Witaj, Pani aniołów,

Witaj, Różdżko i Bramo,

Jasność zrodziłaś światu.

Ciesz się, Panno chwalebna,

Ponad wszystkie piękniejsza,

Witaj, o Najśliczniejsza,

Proś Chrystusa za nami.